# Шелохачь
Шелохачь — деревня в Устюженском районе Вологодской области.
Входит в состав Лентьевского сельского поселения, с точки зрения административно-территориального деления — в Лентьевский сельсовет.
Расположена при впадении реки Ямная в Чагодощу. Расстояние по автодороге до районного центра Устюжны — 26 км, до центра муниципального образования деревни Лентьево — 4 км. Ближайшие населённые пункты — Громошиха, Лентьево, имени Желябова.
Население по данным переписи 2002 года — 38 человек (16 мужчин, 22 женщины). Всё население — русские.
В деревне расположен памятник архитектуры часовня Николая Чудотворца.